# Kalogerikó (Árta)
Kalogerikó, en grec moderne : Καλογερικό, est un village du dème d'Árta, district régional d'Árta, en Épire, Grèce.
Selon le recensement de 2011, la population du village compte 491 habitants.